# Championnat d'Irlande des clubs de football gaélique
Le Championnat d'Irlande des Clubs de football gaélique, ou All-Ireland Senior Club Football Championship (connu aussi pour raisons de sponsoring sous l’appellation Allied Irish Banks Football Championship) est une compétition annuelle disputée par les clubs irlandais de football gaélique. Le trophée récompensant le vainqueur est la Andy Merigan Cup portant le nom de Andy Merigan, joueur de Castletown et de Wexford, mort accidentellement à l'apogée de sa carrière. Ce trophée est présenté au vainqueur pour la première fois lors de l'édition 1973/1974.
Le champion actuel est le club du Comté de Dublin, Cuala. Le club détenteur du record de victoires en championnat est Nemo Rangers du Comté de Cork avec 7 victoires.

## Organisation
Chacun des 32 comtés d'Irlande organise en son sein un championnat qui regroupe tous les clubs de football gaélique du comté. Cette organisation dépend totalement du comté, la compétition peut donc prendre des formes différentes (ligue, élimination directe ou mixe des deux).
Les 32 champions disputent ensuite le championnat d’une des quatre provinces d'Irlande. Les quatre champions se qualifient ainsi pour les demi-finales du All-Ireland.
L'un des quatre champions de province dispute un quart de finale "préliminaire" face au champion du comté de Londres
Traditionnellement la finale de la compétition se dispute à Croke Park le jour de la Fête de la Saint-Patrick.

## Calendrier
La compétition se déroule de juin à mars selon le calendrier suivant :
- Juin à novembre : championnat par Comté
- Octobre à décembre : Championnat provincial
- Février : quart et demi-finales du All-Ireland
- 17 mars : Finale à Croke Park

## Liste des champions
- Les champions d'Irlande sont identifiés avec la couleur Or

| Saison    | Champions du Leinster                     | Champions du Munster                      | Champions d'Ulster                        | Champions du Connacht                     |
| --------- | ----------------------------------------- | ----------------------------------------- | ----------------------------------------- | ----------------------------------------- |
| 1970–71   | Gracefield (Offaly)                       | East Kerry (Kerry)                        | Bryansford (Down)                         | Fr. Griffin's (Galway)                    |
| 1971–72   | Portlaoise (Laois)                        | UCC (Cork)                                | Bellaghy (Derry)                          | Claremorris (Mayo)                        |
| 1972–73   | St. Vincent's (Dublin)                    | Nemo Rangers (Cork)                       | Clan na nGael (Armagh)                    | Fr. Griffin's (Galway)                    |
| 1973–74   | UCD (Dublin)                              | UCC (Cork)                                | Clan na nGael (Armagh)                    | Knockmore (Mayo)                          |
| 1974–75   | UCD (Dublin)                              | Nemo Rangers (Cork)                       | Clan na nGael (Armagh)                    | Roscommon Gaels (Roscommon)               |
| 1975–76   | St Vincents GAA (Dublin)                  | Nemo Rangers (Cork)                       | St. Joseph's (Donegal)                    | Roscommon Gaels (Roscommon)               |
| 1976–77   | Portlaoise (Laois)                        | Austin Stacks, Tralee (Kerry)             | Ballerin (Derry)                          | Killererin (Galway)                       |
| 1977–78   | Summerhill (Meath)                        | Thomond College (Limerick)                | St. John's (Antrim)                       | St. Mary's (Sligo)                        |
| 1978–79   | Walsh Island (Offaly)                     | Nemo Rangers (Cork)                       | Scotstown (Monaghan)                      | Killererin (Galway)                       |
| 1979–80   | Walsh Island (Offaly)                     | St. Finbarr's (Cork)                      | Scotstown (Monaghan)                      | St. Grellan's (Galway)                    |
| 1980–81   | Walterstown (Meath)                       | St. Finbarr's (Cork)                      | Scotstown (Monaghan)                      | St. Mary's (Sligo)                        |
| 1981–82   | Raheens (Kildare)                         | Nemo Rangers (Cork)                       | Ballinderry Shamrocks (Derry)             | Garrymore (Mayo)                          |
| 1982–83   | Portlaoise (Laois)                        | St. Finbarr's (Cork)                      | St. Galls (Antrim)                        | Clann na nGael (Roscommon)                |
| 1983–84   | Walterstown (Meath)                       | Nemo Rangers (Cork)                       | Burren (Down)                             | St. Mary's (Sligo)                        |
| 1984–85   | St. Vincent's(Dublin)                     | Castleisland Desmonds (Kerry)             | Burren (Down)                             | Clann na nGael (Roscommon)                |
| 1985–86   | Portlaoise (Laois)                        | Castleisland Desmonds (Kerry)             | Burren (Down)                             | Clann na nGael (Roscommon)                |
| 1986–87   | Ferbane (Offaly)                          | St. Finbarr's (Cork)                      | Castleblayney Faughs (Monaghan)           | Clann na nGael (Roscommon)                |
| 1987–88   | Portlaoise (Laois)                        | Nemo Rangers (Cork)                       | Burren (Down)                             | Clann na nGael (Roscommon)                |
| 1988–89   | Parnells (Dublin)                         | Nemo Rangers (Cork)                       | Burren (Down)                             | Clann na nGael (Roscommon)                |
| 1989–90   | Baltinglass (Wicklow)                     | Castlehaven (Cork)                        | Scotstown (Monaghan)                      | Clann na nGael (Roscommon)                |
| 1990–91   | Thomas Davis (Dublin)                     | Dr Crokes, Killarney (Kerry)              | Lavey (Derry)                             | Salthill-Knocknacarra (Galway)            |
| 1991–92   | Thomas Davis (Dublin)                     | Dr Crokes, Killarney (Kerry)              | Castleblayney Faughs (Monaghan)           | Corofin (Galway)                          |
| 1992–93   | Éire Óg (Carlow)                          | O'Donovan Rossa (Cork)                    | Lavey (Derry)                             | Knockmore (Mayo)                          |
| 1993–94   | Éire Óg (Carlow)                          | Nemo Rangers (Cork)                       | Errigal Ciarán (Tyrone)                   | Castlebar Mitchels (Mayo)                 |
| 1994–95   | Kilmacud Crokes (Dublin)                  | Castlehaven(Cork)                         | Bellaghy (Derry)                          | Tuam Stars (Galway)                       |
| 1995–96   | Éire Óg (Carlow)                          | Laune Rangers, Killorglin (Kerry)         | Mullaghbawn (Armagh)                      | Corofin (Galway)                          |
| 1996–97   | Éire Óg (Carlow)                          | Laune Rangers, Killorglin (Kerry)         | Crossmaglen Rangers GAC (Armagh)          | Knockmore (Mayo)                          |
| 1997–98   | Erins Isle (Dublin)                       | Castlehaven (Cork)                        | Dungiven (Derry)                          | Corofin (Galway)                          |
| 1998–99   | Éire Óg (Carlow)                          | Doonbeg (Clare)                           | Crossmaglen Rangers GAC (Armagh)          | Ballina Stephenites (Mayo)                |
| 1999–2000 | Na Fianna (Dublin)                        | UCC (Cork)                                | Crossmaglen Rangers GAC (Armagh)          | Crossmolina (Mayo)                        |
| 2000–01   | O'Hanrahans (Carlow)                      | Nemo Rangers (Cork)                       | Bellaghy (Derry)                          | Crossmolina Deel Rovers (Mayo)            |
| 2001–02   | Rathnew (Wicklow)                         | Nemo Rangers (Cork)                       | Ballinderry Shamrocks (Derry)             | Charlestown (Mayo)                        |
| 2002–03   | Dunshaughlin (Meath)                      | Nemo Rangers (Cork)                       | Errigal Ciarán (Tyrone)                   | Crossmolina Deel Rovers (Mayo)            |
| 2003–04   | St. Brigids (Dublin)                      | An Gaeltacht (Kerry)                      | An Lúb (Derry)                            | Caltra (Galway)                           |
| 2004–05   | Portlaoise (Laois)                        | Kilmurry-Ibrickane (Clare)                | Crossmaglen Rangers GAC (Armagh)          | Ballina Stephenites (Mayo)                |
| 2005–06   | Kilmacud Crokes (Dublin)                  | Nemo Rangers (Cork)                       | St. Galls (Antrim)                        | Salthill-Knocknacarra (Galway)            |
| 2006–07   | Moorefield (Kildare)                      | Dr Crokes (Kerry)                         | Crossmaglen Rangers GAC (Armagh)          | St. Brigid's (Roscommon)                  |
| 2007–08   | St Vincents GAA (Dublin)                  | Nemo Rangers (Cork)                       | Crossmaglen Rangers GAC (Armagh)          | Ballina Stephenites (Mayo)                |
| 2008-09   | Kilmacud Crokes (Dublin)                  | Drom-Broadford (Limerick)                 | Crossmaglen Rangers GAC (Armagh)          | Corofin (Galway)                          |
| 2009–10   | Portlaoise (Laois)                        | Kilmurry-Ibrickane (Clare)                | St. Galls (Antrim)                        | Corofin (Galway)                          |
| 2010–11   | Kilmacud Crokes (Dublin)                  | Nemo Rangers (Cork)                       | Crossmaglen Rangers GAC (Armagh)          | St. Brigid's (Roscommon)                  |
| 2011–12   | Garrycastle (Westmeath)                   | Dr Crokes (Kerry)                         | Crossmaglen Rangers GAC (Armagh)          | St. Brigid's (Roscommon)                  |
| 2012–13   | Ballymun Kickhams (Dublin)                | Dr Crokes (Kerry)                         | Crossmaglen Rangers GAC (Armagh)          | St. Brigid's (Roscommon)                  |
| 2013–14   | St Vincents GAA (Dublin)                  | Dr Crokes (Kerry)                         | Ballinderry Shamrocks GAC (Derry)         | Castlebar Mitchels (Mayo)                 |
| 2014–15   | St Vincents GAA (Dublin)                  | Dr Crokes (Kerry)                         | Slaughtneil (Derry)                       | Corofin (Galway)                          |
| 2015–16   | Ballyboden St. Enda's (Dublin)            | Clonmel Commercials (Tipperary)           | Crossmaglen Rangers GAC (Armagh)          | Castlebar Mitchels (Mayo)                 |
| 2016–17   | St Vincents GAA (Dublin)                  | Dr Crokes (Kerry)                         | Slaughtneil (Derry)                       | Corofin (Galway)                          |
| 2017–18   | Moorefield GAA (Kildare)                  | Nemo Rangers (Cork)                       | Slaughtneil GAC (Derry)                   | Corofin (Galway)                          |
| 2018–19   | Mullinalaghta St. Columba (Longford)      | Dr Crokes (Kerry)                         | CLG Ghaoth Dobhair (Donegal)              | Corofin (Galway)                          |
| 2019–20   | Ballyboden St. Enda's (Dublin)            | Nemo Rangers (Cork)                       | Kilcoo (Down)                             | Corofin (Galway)                          |
| 2020-21   | Annulé à cause de la pandémie de Covid-19 | Annulé à cause de la pandémie de Covid-19 | Annulé à cause de la pandémie de Covid-19 | Annulé à cause de la pandémie de Covid-19 |
| 2021–22   | Kilmacud Crokes (Dublin)                  | St Finbarr's (Cork)                       | Kilcoo (Down)                             | Pádraig Pearses (Roscommon)               |
| 2022–23   | Kilmacud Crokes (Dublin)                  | Kerins O'Rahilly's (Kerry)                | Watty Graham's, Glen (Derry)              | Moycullen (Galway)                        |
| 2023–24   | Kilmacud Crokes (Dublin)                  | Castlehaven (Cork)                        | Watty Graham's, Glen (Derry)              | St. Brigid's (Roscommon)                  |
| 2024–25   | Cuala (Dublin)                            | Dr Crokes (Kerry)                         | Errigal Ciarán (Tyrone)                   | Coolera/Strandhill (Sligo)                |

## Liste des Finales
Le (R) indique le résultat d'une finale rejouée
| Saison  | Champion                                  | Score                                     | Comté                                     | Finaliste                                 | Score                                     | Comté                                     |
| ------- | ----------------------------------------- | ----------------------------------------- | ----------------------------------------- | ----------------------------------------- | ----------------------------------------- | ----------------------------------------- |
| 2024-25 | Cuala                                     | 3-14                                      | Dublin                                    | Errigal Ciarán                            | 1-16                                      | Tyrone                                    |
| 2023-24 | Glen                                      | 2-10                                      | Derry                                     | St. Brigid's                              | 1-12                                      | Roscommon                                 |
| 2022-23 | Kilmacud Crokes                           | 1-11                                      | Dublin                                    | Glen                                      | 1-09                                      | Derry                                     |
| 2021-22 | Kilcoo                                    | 2-08                                      | Down                                      | Kilmacud Crokes                           | 0-13                                      | Dublin                                    |
| 2020-21 | Annulé à cause de la pandémie de Covid-19 | Annulé à cause de la pandémie de Covid-19 | Annulé à cause de la pandémie de Covid-19 | Annulé à cause de la pandémie de Covid-19 | Annulé à cause de la pandémie de Covid-19 | Annulé à cause de la pandémie de Covid-19 |
| 2019-20 | Corofin                                   | 1-12                                      | Galway                                    | Kilcoo                                    | 0-07                                      | Down                                      |
| 2018-19 | Corofin                                   | 2-16                                      | Galway                                    | Dr Crokes                                 | 0-10                                      | Kerry                                     |
| 2017-18 | Corofin                                   | 2-19                                      | Galway                                    | Nemo Rangers                              | 0-10                                      | Cork                                      |
| 2016-17 | Dr Crokes                                 | 1-09                                      | Kerry                                     | Slaughtneil                               | 1-07                                      | Derry                                     |
| 2015-16 | Ballyboden St Enda's                      | 2-14                                      | Dublin                                    | Castlebar Mitchels                        | 0-07                                      | Mayo                                      |
| 2014-15 | Corofin                                   | 1-14                                      | Galway                                    | Slaughtneil                               | 0-07                                      | Derry                                     |
| 2013-14 | St. Vincent's                             | 4-12                                      | Dublin                                    | Castlebar Mitchels                        | 2-11                                      | Mayo                                      |
| 2012–13 | St. Brigid's                              | 2-11                                      | Roscommon                                 | Ballymun Kickhams                         | 2-10                                      | Dublin                                    |
| 2011–12 | Crossmaglen Rangers                       | 0-15, 2-19 (R)                            | Armagh                                    | Garrycastle                               | 1-12, 1-7 (R)                             | Westmeath                                 |
| 2010–11 | Crossmaglen Rangers                       | 2-11                                      | Armagh                                    | St. Brigid's                              | 1-11                                      | Roscommon                                 |
| 2009–10 | St. Gall's                                | 0-13                                      | Antrim                                    | Kilmurry Ibrickane                        | 1-5                                       | Clare                                     |
| 2008–09 | Kilmacud Crokes                           | 1-9                                       | Dublin                                    | Crossmaglen Rangers                       | 0-7                                       | Armagh                                    |
| 2007–08 | St. Vincent's                             | 1-11                                      | Dublin                                    | Nemo Rangers                              | 0-13                                      | Cork                                      |
| 2006–07 | Crossmaglen Rangers                       | 1-9, 0-13 (R)                             | Armagh                                    | Dr. Crokes                                | 1-9, 1-5 (R)                              | Kerry                                     |
| 2005–06 | Salthill-Knocknacarra                     | 0-7                                       | Galway                                    | St. Gall's                                | 0-6                                       | Antrim                                    |
| 2004–05 | Ballina Stephenites                       | 1-12                                      | Mayo                                      | Portlaoise                                | 2-08                                      | Laois                                     |
| 2003–04 | Caltra                                    | 0-13                                      | Galway                                    | An Ghaeltacht                             | 0-12                                      | Kerry                                     |
| 2002–03 | Nemo Rangers                              | 0-14                                      | Cork                                      | Crossmolina Deel Rovers                   | 1-09                                      | Mayo                                      |
| 2001–02 | Ballinderry Shamrocks                     | 2-10                                      | Derry                                     | Nemo Rangers                              | 0-9                                       | Cork                                      |
| 2000–01 | Crossmolina Deel Rovers                   | 0-16                                      | Mayo                                      | Nemo Rangers                              | 1-12                                      | Cork                                      |
| 1999–00 | Crossmaglen Rangers                       | 1-14                                      | Armagh                                    | Na Fianna                                 | 0-12                                      | Dublin                                    |
| 1998–99 | Crossmaglen Rangers                       | 0-09                                      | Armagh                                    | Ballina Stephenites                       | 0-08                                      | Mayo                                      |
| 1997–98 | Corofin                                   | 0-15                                      | Galway                                    | Erins Isle                                | 0-10                                      | Dublin                                    |
| 1996–97 | Crossmaglen Rangers                       | 2-13                                      | Armagh                                    | Knockmore                                 | 0-11                                      | Mayo                                      |
| 1995–96 | Laune Rangers                             | 4-5                                       | Kerry                                     | Éire Óg                                   | 0-11                                      | Carlow                                    |
| 1994–95 | Kilmacud Crokes                           | 0-8                                       | Dublin                                    | Bellaghy                                  | 0-5                                       | Derry                                     |
| 1993–94 | Nemo Rangers                              | 3-11                                      | Cork                                      | Castlebar Mitchels                        | 0-8                                       | Mayo                                      |
| 1992–93 | O'Donovan Rossa                           | 1-12, 1-7 (R)                             | Cork                                      | Éire Óg                                   | 3-6, 0-8 (R)                              | Carlow                                    |
| 1991–92 | Dr. Crokes                                | 1-11                                      | Kerry                                     | Thomas Davis                              | 0-13                                      | Dublin                                    |
| 1990–91 | Lavey                                     | 2-9                                       | Derry                                     | Salthill-Knocknacarra                     | 0-10                                      | Galway                                    |
| 1989–90 | Baltinglass                               | 2-7                                       | Wicklow                                   | Clann na nGael                            | 0-7                                       | Roscommon                                 |
| 1988–89 | Nemo Rangers                              | 1-13                                      | Cork                                      | Clann na nGael                            | 1-3                                       | Roscommon                                 |
| 1987–88 | Burren                                    | 1-9                                       | Down                                      | Clann na nGael                            | 0-8                                       | Roscommon                                 |
| 1986–87 | St. Finbarr's                             | 0-10                                      | Cork                                      | Clann na nGael                            | 0-7                                       | Roscommon                                 |
| 1985–86 | Burren                                    | 1-10                                      | Down                                      | Castleisland Desmonds                     | 1-6                                       | Kerry                                     |
| 1984–85 | Castleisland Desmonds                     | 2-2                                       | Kerry                                     | St. Vincent's                             | 0-7                                       | Dublin                                    |
| 1983–84 | Nemo Rangers                              | 2-10                                      | Cork                                      | Walterstown                               | 0-5                                       | Meath                                     |
| 1982–83 | Portlaoise                                | 0-12                                      | Laois                                     | Clann na nGael                            | 2-0                                       | Roscommon                                 |
| 1981–82 | Nemo Rangers                              | 6-11                                      | Cork                                      | Garrymore                                 | 1-8                                       | Mayo                                      |
| 1980–81 | St. Finbarr's                             | 1-8                                       | Cork                                      | Walterstown                               | 0-6                                       | Meath                                     |
| 1979–80 | St. Finbarr's                             | 3-9                                       | Cork                                      | St. Grellan's                             | 0-8                                       | Galway                                    |
| 1978–79 | Nemo Rangers                              | 2-9                                       | Cork                                      | Scotstown                                 | 1-3                                       | Monaghan                                  |
| 1977–78 | Thomond College                           | 2-14                                      | Limerick                                  | St. John's                                | 1-3                                       | Antrim                                    |
| 1976–77 | Austin Stacks                             | 1-13                                      | Kerry                                     | Ballerin                                  | 2-7                                       | Derry                                     |
| 1975–76 | St. Vincent's                             | 4-10                                      | Dublin                                    | Roscommon Gaels                           | 0-5                                       | Roscommon                                 |
| 1974–75 | UCD                                       | 1-11                                      | Dublin                                    | Nemo Rangers                              | 0-12                                      | Cork                                      |
| 1973–74 | UCD                                       | 1-6, 0-14 (R)                             | Dublin                                    | Clan na Gael                              | 1-6, 1-4 (R)                              | Armagh                                    |
| 1972–73 | Nemo Rangers                              | 2-11, 4-6 (R)                             | Cork                                      | St. Vincent's                             | 2-11, 0-10 (R)                            | Dublin                                    |
| 1971–72 | Bellaghy                                  | 0-15                                      | Derry                                     | UCC                                       | 1-11                                      | Cork                                      |
| 1970–71 | East Kerry                                | 5-9                                       | Kerry                                     | Bryansford                                | 2-7                                       | Down                                      |

### Par club
Champions All-Ireland

#### 7 titres
- Nemo Rangers

#### 6 titres
- Crossmaglen Rangers

#### 5 titres
- Corofin

#### 3 titres
- St. Vincents
- Kilmacud Crokes
- St. Finbarr's

#### 2 titres
- UCD
- Dr Crokes
- St. Mary's Burren

- 20 clubs n'ont remporté qu'un seul et unique titre.

### Par comté
M, L, C, U pour les initiales des championnats du Munster/Leinster/Connacht/Ulster remportés par les clubs du comté. "Plus récent vainqueur" indique le nom du dernier club du comté ayant remporté le All-Ireland; À défaut de titre en All-Ireland remporté par un club du comté, le nom du dernier champion provincial est indiqué en italique.
| #  | Comté              | All-Irelands | L  | M  | U  | C  | Plus récent vainqueur               |
| -- | ------------------ | ------------ | -- | -- | -- | -- | ----------------------------------- |
| 1  | Clubs de Cork      | 11           |    | 31 |    |    | Nemo Rangers, 2002–03               |
| 2  | Clubs de Dublin    | 10           | 26 |    |    |    | Cuala, 2024–25                      |
| 3  | Clubs de Galway    | 7            |    |    |    | 21 | Corofin, 2019–20                    |
| 4  | Clubs du Kerry     | 6            |    | 16 |    |    | Dr Crokes, 2016–17                  |
| 5  | Clubs d'Armagh     | 6            |    |    | 15 |    | Crossmaglen Rangers, 2011–12        |
| 6  | Clubs de Derry     | 4            |    |    | 17 |    | Watty Graham's, Glen, 2023–24       |
| 7  | Clubs de Down      | 3            |    |    | 9  |    | Kilcoo, 2021–22                     |
| 8  | Clubs du Mayo      | 2            |    |    |    | 16 | Ballina Stephenites, 2004–05        |
| 9  | Clubs de Roscommon | 1            |    |    |    | 16 | St. Brigid's, 2012–13               |
| 10 | Clubs de Laois     | 1            | 7  |    |    |    | Portlaoise, 1982–83                 |
| 11 | Clubs d'Antrim     | 1            |    |    | 4  |    | St. Gall's, 2009–10                 |
| 12 | Clubs du Wicklow   | 1            | 2  |    |    |    | Baltinglass, 1989–90                |
| 12 | Clubs de Limerick  | 1            |    | 2  |    |    | Thomond College, 1977–78            |
| 14 | Clubs de Monaghan  | 0            |    |    | 6  |    | Castleblayney Faughs, 1991–92       |
| 14 | Clubs de Carlow    | 0            | 6  |    |    |    | O'Hanrahans, 2000–01                |
| 16 | Clubs de Meath     | 0            | 4  |    |    |    | Dunshaughlin, 2002–03               |
| 16 | Club d'Offaly      | 0            | 4  |    |    |    | Ferbane, 1986–87                    |
| 16 | Clubs de Sligo     | 0            |    |    |    | 4  | Coolera/Strandhill, 2024–25         |
| 18 | Clubs de Kildare   | 0            | 3  |    |    |    | Moorefield, 2017–18                 |
| 18 | Clubs de Clare     | 0            |    | 3  |    |    | Kilmurry-Ibrickane, 2009–10         |
| 18 | Clubs de Tyrone    | 0            |    |    | 3  |    | Errigal Ciarán, 2024–25             |
| 21 | Clubs du Donegal   | 0            |    |    | 2  |    | Gaoth Dobhair, 2018–19              |
| 22 | Clubs de Longford  | 0            | 1  |    |    |    | Mullinalaghta St Columba's, 2018–19 |
| 22 | Clubs de Westmeath | 0            | 1  |    |    |    | Garrycastle, 2011–12                |
| 22 | Clubs de Tipperary | 0            |    | 1  |    |    | Clonmel Commercials, 2015–16        |

Aucun clubs des comtés de Cavan, Fermanagh, Kilkenny, Leitrim, Londres, Louth, Waterford ou Wexford n'a jamais remporté de titre provincial ou national.

### Par province
| Province          | All-Irelands | Plus récent vainqueur                 |
| ----------------- | ------------ | ------------------------------------- |
| clubs du Munster  | 18           | Dr Crokes (Kerry), 2016–17            |
| clubs de l'Ulster | 14           | Watty Graham's, Glen (Derry), 2023–24 |
| club du Leinster  | 12           | Cuala (Dublin), 2024–25               |
| clubs de Connacht | 10           | Corofin (Galway), 2019–20             |